# 전진이탈리아 (1994년)
전진 이탈리아(Forza Italia 포르차 이탈리아[*])는 이탈리아의 중도우파 정당이다. 1994년 이탈리아 최대 재벌 총수인 실비오 베를루스코니가 창당하여 우파세력 내에서 주도적인 위치를 차지하였으며 2009년에 해산되었다.

## 역대 선거결과

### 이탈리아 총선
| 이탈리아 하원 |                 |        |           |      |                     |
| 년도          | 득표수          | 득표율 | 의석 수   | +/–  | 대표                |
| 1994년        | 8,138,781 (#1)  | 21.0   | 113 / 630 | 보합 | 실비오 베를루스코니 |
| 1996년        | 7,712,149 (#2)  | 20.6   | 122 / 630 | 9    | 실비오 베를루스코니 |
| 2001년        | 10,923,431 (#1) | 29.4   | 178 / 630 | 56   | 실비오 베를루스코니 |
| 2006년        | 9,045,384 (#2)  | 23.6   | 140 / 630 | 38   | 실비오 베를루스코니 |

| 이탈리아 상원 |                                      |        |          |      |                     |
| 년도          | 득표수                               | 득표율 | 의석 수  | +/–  | 대표                |
| 1994년        | 자유의 중심/더 좋은 중심 운동과 연합 | 보합   | 36 / 315 | 보합 | 실비오 베를루스코니 |
| 1996년        | 자유의 중심과 연합                   | 보합   | 48 / 315 | 12   | 실비오 베를루스코니 |
| 2001년        | 자유의 집과 연합                     | 보합   | 82 / 315 | 34   | 실비오 베를루스코니 |
| 2006년        | 9,048,976 (#2)                       | 23.7   | 79 / 315 | 3    | 실비오 베를루스코니 |

### 이탈리아 유럽의회 선거
| 년도   | 득표수          | 득표율 | 의석 수 | +/–  | 대표                |
| ------ | --------------- | ------ | ------- | ---- | ------------------- |
| 1994년 | 10,809,139 (#1) | 30.6   | 27 / 87 | 보합 | 실비오 베를루스코니 |
| 1999년 | 7,913,948 (#1)  | 25.2   | 22 / 87 | 5    | 실비오 베를루스코니 |
| 2004년 | 6,806,245 (#2)  | 20.9   | 16 / 78 | 6    | 실비오 베를루스코니 |